# La desesperación del artista ante la grandeza de las ruinas

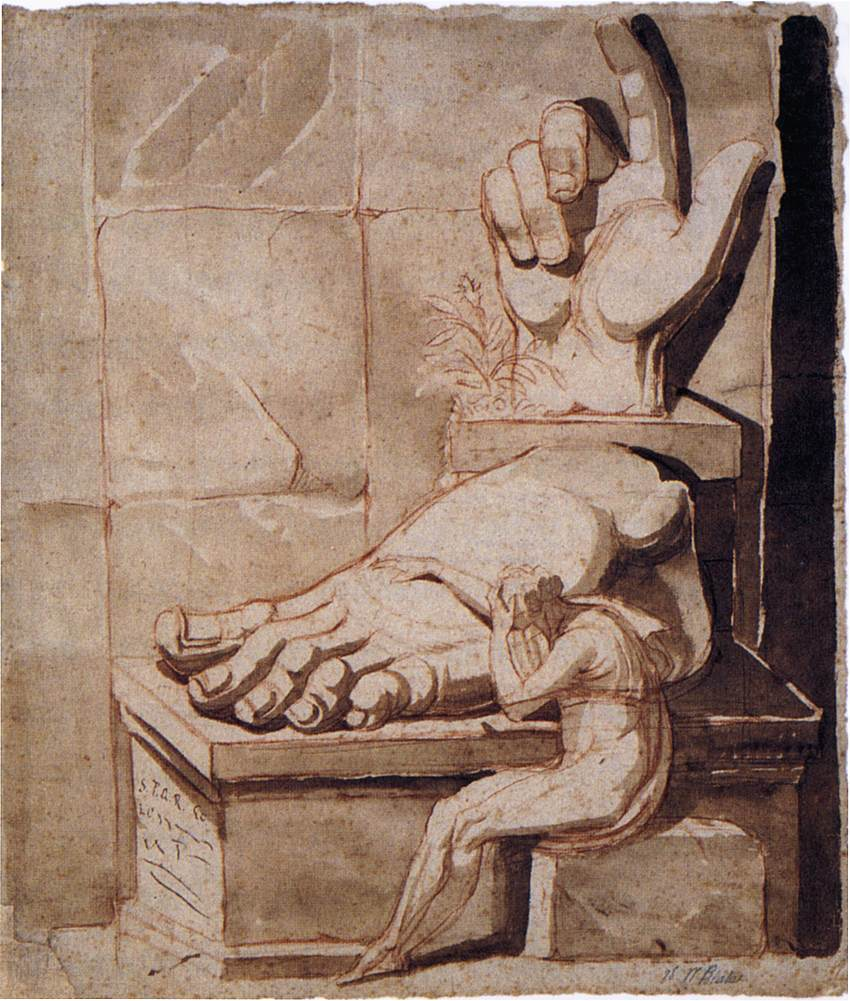
La desesperación del artista ante la grandeza de las ruinas antiguas por Johann Heinrich Füssli

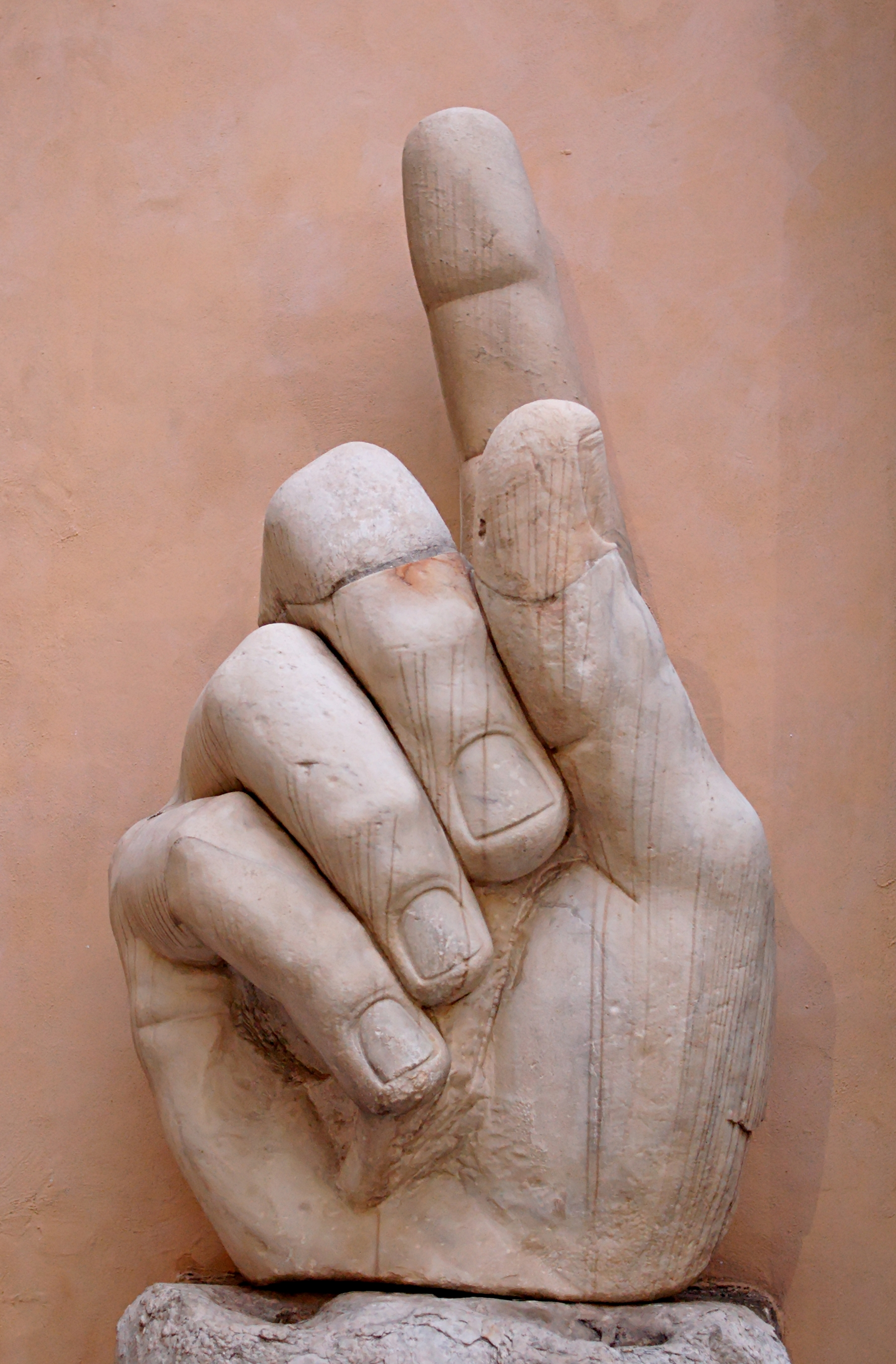
Mano del Coloso de Constantine

La desesperación del artista ante la grandeza de las ruinas antiguas es un dibujo en tiza roja lavada en marrón, ejecutado entre 1778-1780 por Johann Heinrich Füssli. Representa la respuesta del artista a las ruinas, concretamente a las del Coloso de Constantino en los Museos Capitolinos de Roma. El trabajo fue adquirido por el museo Kunsthaus Zürich en 1940.
La desesperación del artista puede ser causada por «la imposibilidad de emular la grandeza del pasado», por el conocimiento que todas las cosas deben decaer, o por un sentido de anhelo y dislocación no cumplidos. Las distorsiones de perspectiva y la «zambullida en el abismo» a lo largo del borde derecho evocan una sensación de pesadilla. Se puede leer la inscripción SPQR en la base del pie, mientras que brota vegetación cerca de la mano; el artista, en un «acceso de melancolía», es empequeñecido por los fragmentos del pasado.